# Shamil Serikov
 (décembre 2020).
Si vous disposez d'ouvrages ou d'articles de référence ou si vous connaissez des sites web de qualité traitant du thème abordé ici, merci de compléter l'article en donnant les références utiles à sa vérifiabilité et en les liant à la section « Notes et références ».
Shamil Serikov, né le 5 mars 1956 à Alma-Ata (RSS kazakh) et mort le 22 novembre 1989 dans la même ville, est un lutteur soviétique (Tatar du Kazakhstan).
Il est champion olympique en 1980.
Il figure sur la liste des olympiens qui se sont suicidés. 